# Ruth Yeoh
Ruth Yeoh Pei Cheen (Kuala Lumpur) es una empresaria, filántropa y ambientalista malasia. Actualmente es la directora ejecutiva de YTL Singapur y directora de la consultoría de mecanismos de desarrollo limpio y créditos de carbono de YTL Corporation. Es coautora de Cut Carbon, Grow Profits: Business Strategies for Managing Climate Change and Sustainability. 

## Trayectoria
Yeoh es la hija mayor del multimillonario malasio Tan Sri Dato' Francis Yeoh y de Puan Sri Datin Paduka Rosaline Yeoh. Su abuelo paterno fue Tan Sri Dato' Seri Yeoh Tiong Lay, el fundador de YTL Corporation. Es la hermana mayor de Rebekah Yeoh y la prima hermana de Rachel Yeoh y Michelle Yeoh. Se licenció en Arquitectura de la Universidad de Nottingham y tiene una licenciatura en Administración de la Cass Business School de la Universidad de la City de Londres. Es cristiana practicante y ha expresado que su fe es parte de la inspiración para su trabajo para la sosteniblilidad y el medio ambiente. Está casada con Kenneth Khaw.
Yeoh comenzó a trabajar para la empresa de su familia, la YTL Corporation, en 2005, donde trabaja como directora ejecutiva de la sucursal de Singapur y dirige la división de sostenibilidad. Puso en marcha la Climate Change Week (Semana del cambio climático), un programa educativo emblemático diseñado para crear conciencia sobre el cambio climático y sus efectos tanto en Malasia como en el resto del mundo. En 2015, fundó con su hermana Rebekah Recyclothes, un proyecto solidario de moda sostenible. Desde ese año, Yeoh ha formado parte del Consejo de Administración de la Kew Foundation para apoyar los Royal Botanic Gardens. También es miembro de la Junta de Asesores de la Asociación de Malasia en Singapur, miembro de la junta de Gardens by the Bay y miembro de la junta del Comité Ejecutivo de Naciones Unidas para Mujeres de Singapur. 
Yeoh es embajadora de buena voluntad de la Fundación Dignity for Children. Además, es miembro del Consejo Empresarial para la Sostenibilidad y Responsabilidad de Malasia y miembro inversor del Fondo Asiático de Energía Renovable y Medio Ambiente y del Fondo de Energía Renovable y Medio Ambiente. También es miembro de la junta de Reef Check Malaysia y miembro de la Asia 21 Young Leaders Initiative de la Asia Society.
Ha escrito para The Wall Street Journal y el Financial Times y, en 2007, coeditó y escribió un libro sobre el cambio climático llamado Cut Carbon, Grow Profits: Business Strategies for Managing Climate Change and Sustainability.

## Reconocimientos
En 2008, fue nombrada miembro de la junta de Rare Conservation. Fue galardonada con un Premio de Plata en Liderazgo de CSR (Responsabilidad Social Corporativa) en los Global CSR Summit Awards en 2011. En 2012, fue galardonada con el Regional Singapore Environmental Achievement Award de Singapur por el Singapore Environmental Council. En 2013, tras haber recibido el premio el año anterior, fue miembro del comité para los mismos premios y fue seleccionada como Líder Joven de la Cumbre Mundial de Ciudades de 2014. Ese mismo año, Yeoh recibió el Premio GreenTech como uno de los 30 mejores Green Catalysts de Malasia. En 2015, su nombre fue incluido entre los 12 de la lista de mujeres empresarias más poderosas de Asia elaborada por Forbes y fue incluida como una de sus "Héroes de la filantropía" por su trabajo en conservación y desarrollo sostenible. Fue galardonada con el Premio Alumni Laureate por la Universidad de Nottingham en 2017.